# 圣法勒
圣法勒（法語：Saint-Phal，法語發音：[sɛ̃ fal]）是法国奥布省的一个市镇，属于特鲁瓦区。

## 地理
圣法勒（48°7'18"N, 3°59'50"E）面积33.27 平方千米，位于法国大東部大區奥布省，该省份为法国中北部省份，北起马恩省，西接塞纳-马恩省，西南至约讷省，东南至科多尔省，东临上马恩省。
与圣法勒接壤的市镇（或旧市镇、城区）包括：欧松、阿夫勒伊、沙穆瓦、克雷桑蒂涅、费拉沙佩勒、雅韦尔南、热尼、拉洛日蓬布兰、奥特地区马赖、蒙蒂尼莱蒙、索姆瓦勒。

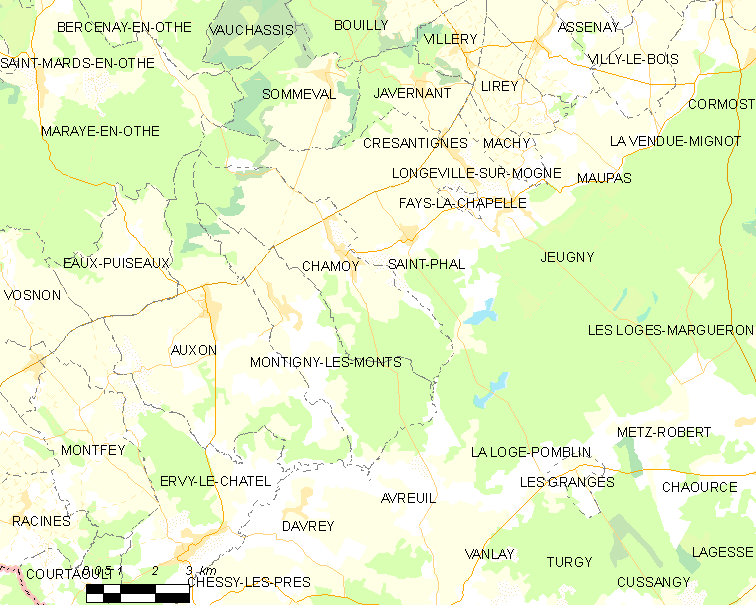
圣法勒的OSM定位图

圣法勒的时区为UTC+01:00、UTC+02:00（夏令时）。

## 行政
圣法勒的邮政编码为10130，INSEE市镇编码为10359。

## 政治
圣法勒所属的省级选区为艾克斯-维勒莫尔-帕利斯县。

## 人口

1962-2008年间圣法勒人口变化图示

圣法勒于2022年1月1日时的人口数量为517人。